# ماريا مالدونادو
ماريا مالدونادو (بالإنجليزية: Maria Maldonado)‏ هي متسابقة ملكة الجمال أمريكية، ولدت في 8 يناير 1982 في ليكسينغتون في الولايات المتحدة.